# Vinícius Goes Barbosa de Souza
Vinícius Goes Barbosa de Souza, genannt Vina, (* 15. April 1991 in Curitiba) ist ein brasilianischer Fußballspieler. Der Rechtsfuß spielt vorwiegend im offensiven Mittelfeld.

## Karriere
Vinícius startete seine Laufbahn in den Jugendmannschaften bekannter Klubs in seiner Heimatregion. Er konnte sich bislang aber bei keinem Klub entscheidend als Stammspieler durchsetzen, so dass er in seiner jungen Laufbahn bereits häufiger das Team wechselte.
Anfang 2016 kam Vinícius zu Atletico Paranaense. Mit diesem bestritt er fünfzehn Spiele in der Série A, in denen er ein Tor erzielte. Im August wurde er an Náutico Capibaribe ausgeliehen, für den er schon 2014 aktiv war. Mit Náutico lief er in der Série B sechzehn Mal auf, dabei traf er fünf Mal ins Netz. Nach Ende der Saison wurde die Leihe mit Náutico nicht verlängert. Der Klub gab an, dass Vinícius Gehalt hierfür zu hoch sei. Ein Grund hierfür waren ausstehende Gehaltszahlungen des Klubs gegenüber dem Spieler aus 2014. Vinícius hatte den Klub auf Zahlung verklagt. Nach seiner Rückkehr zu Atlético Paranaense kam er aufgrund Differenzen mit der Klubführung zu keinen Einsätzen mehr. Ende Mai 2017 wechselte Vinícius zum EC Bahia. Bei diesem Klub erhielt er einen Kontrakt bis Ende 2018. In seinen zwei Jahren bei Bahia bestritt Vinícius wettbewerbsübergreifend 87 Pflichtspiele, in denen er 16 Tore erzielte. Nach Auslaufen des Vertrages wechselte Vinícius zu Atlético Mineiro. Bei diesem schloss einen Vertrag bis Ende 2020 mit der Option um die Verlängerung bis Ende 2021. Anfang 2020 wechselte er vorzeitig zum Ceará SC nach Fortaleza. Hier erhielt einen Vertrag mit einer Laufzeit von zwei Jahren, außerdem nahm er mit Vina einen neuen Spitznamen an.
Im Januar 2023 startete Vina zunächst noch mit Ceará in die Staatsmeisterschaft, wurde aber im Februar an den Grêmio FBPA aus Porto Alegre bis Ende des Jahres ausgeliehen. Im Juli wurde die Leihe vorzeitig beendet. Er wurde an al-Hazem in Saudi-Arabien transferiert. Die Ablösesumme betrug ca. 5,7 Millionen Real. Von dem Betrag erhielt Vina 30 % und Grêmio einen in der Höhe nicht genannten Betrag als Entschädigung. Zur Saison 2024/25 wurde er an den Al-Jubail Club in die zweite saudische Liga ausgeliehen.

## Erfolge
Coritiba
- Staatsmeisterschaft von Paraná: 2012

Athletico Paranaense
- Staatsmeisterschaft von Paraná: 2016

Bahia
- Staatsmeisterschaft von Bahia: 2018

Ceará
- Copa do Nordeste: 2020

Grêmio
- Staatsmeisterschaft von Rio Grande do Sul: 2023

## Auszeichnungen
- Torschützenkönig Copa do Nordeste 2020 (5 Tore)
- Prêmio Craque do Brasileirão: 2020[9]